# 6859 Датемасамуне
6859 Датемасамуне (6859 Datemasamune) — астероїд головного поясу, відкритий 13 лютого 1991 року.
Тіссеранів параметр щодо Юпітера — 3,929.